# Sophie Braganti
 (juillet 2025).
Sophie Braganti est une écrivaine, poétesse et critique d'art française, née le 28 janvier 1963 à Nice.

## Biographie
Sophie Braganti est critique d'art pour l'Association internationale des critiques d'art. Elle est membre de la revue Dada à sa création en 1991, participant aux numéros 2 à 93. Elle a collaboré avec la revue Verso arts et lettres de Jean-Luc Chalumeau. Elle a écrit pour de nombreux artistes dans le site de l'AICA ( Gérald Thupinier, Gregory Forstner, Natacha Lesueur, Eric bourret, Favret & Manez...) dans des catalogues d'expositions ou dans des livres d'artistes.
En 2007 elle embarque sur le Marion Dufresne avec des paléoclimatologues dans les canaux de la Patagonie chilienne d'où elle rapporte des textes, des photographies et une vidéo. De 2006 à 2008 elle coorganise avec la Ville de Nice un festival de poésie où elle met en relation un poète avec un artiste, pour les scènes du Théâtre de la Photographie et de l'Image et de la bibliothèque municipale à vocation régionale de Nice.
Elle lit en public et est intervenante en ateliers d'écritures poétiques depuis 1999 (enfants, adolescents, adultes, séniors) dans différentes structures,,. 
Elle pratique la photographie et la vidéo, lesquelles accompagnent livres et lectures. Le musicien Eric Caligaris partage ses lectures avec des ponctuations sonores.

## Publications
- Silvia Baci (ill. Claude Goiran), L'Amourier, coll. « Thoth », 2000, 80 p. (ISBN 978-2-911718-49-6)
- Les Moulins, Belem, 2005, 91 p. (ISBN 978-2-915577-27-3)
- Le mois dans la terre, Cannes, Tipaza, 48 p. (ISBN 978-2-912133-24-3 et 2-912133-24-6)
- av. Patrick Joquel, Les Demains d'Al Manach, Donner à voir, 2006, 46 p. (ISBN 978-2-909640-53-2)
- Avec des dessins de Jean Coustaury, Comme la joie qui ne sursaute qu'à côté du précipice, Thesarus coloris, 2007
- Chambres vides : récits, 2003-2007, Coaraze, L'Amourier éditions, 2008, 126 p. (ISBN 978-2-915120-44-8)
- Vrac, Gros Textes, 2010 (ISBN 978-2-35082-121-4)
- Trac, Gros Textes, 2011 (ISBN 978-2-35082-178-8 et 2-35082-178-1)
- Crac, Gros Textes, 2013 (ISBN 978-2-35082-219-8 et 2-35082-219-2)
- L'Os à la bouche, Barjols, Pleine Page, 2013, 48 p. (ISBN 978-2-910775-54-4)
- Avec des photographies de Sophie Menuet, 13 minuscules tableaux fantastiques, Bellodorso, 2015
- avec les dessins de Victor Lanneau, BBêtes, Gros Textes, 2016 (ISBN 978-2-35082-296-9 et 2-35082-296-6)
- avec Claudie Guyennon-Duchêne, Ginettes, autoédition, 2016
- Avant le lac, Propos2ditions, 2018, 45 p. (ISBN 979-10-96252-16-9)
- Sophie Braganti et Geneviève Hergott (dessins), Public, Solo ma non troppo, 2020
- Sophie Braganti et Geneviève Hergott (dessins), Parade, Solo ma non troppo, 2021
- Sophie Braganti et Nathalie Trovato (dessins), J'aime (plus) Noël, Esperluète, 2022, 32 p. (ISBN 9782359841640)
- Sophie Braganti, L'homme de Skrida, Esperluète, 2025, 96 p. (ISBN 9782359841954)

## Livres jeunesse
- L’univers de J.Bosch, Matisse, Van Gogh, Cézanne, Modigliani, Douanier Rousseau, Magritte, Michel-Ange, Flammarion, coll. « Grattage-coloriage », 1996
- Minette et le lézard (ill. E.Mazet et A.Chéchille), éd. Grandir, 2000
- Le chaton et la mouche (ill. E.Mazet et A.Chéchille), éd. Grandir, 2000
- Moi, mon métier (ill. Albert Lemant), Mango, coll. « Album Dada », 2000
- La première fois (ill. Carole Chaix), Mango, coll. « Album Dada », 2002
- Dalin dalan (ill. Grazia Restelli), Grandir, coll. « Papiers coupés », 2018
- Paulette, (ill. Nathalie Trovato), éditions Papiers coupés (ex Grandir), 2021

## Livres d'artistes et bibliophilie
- Les yeux bandés, courir, 1991. Livre unique, calligraphie de Frank Lalou
- Cinq petites façons de se sentir, 1992. Livre unique, calligraphies de Frank Lalou
- Les algues ont la peau dure, lavis de Patrick Lanneau, éd. Yéo, Area, Alin Avila, 1994
- Simples histories de feu, manières noires de Albert Woda, éd. de l'Eau, 1994
- Elle m’apostrophe, gravures de Gérard Serée, éd. Yéo Alin Avila et Gérard Serée, 1999
- Suite napolitaine[11], lithographies de Patrice Giorda, éd. de l'URDLA, 1999
- Les ventres de Soledad, avec Gilbert Lascault, manières noires de Albert Woda, éd. de l'eau, 2001
- Una poesia, illustré par Frédérique Nalbandian et Patrick Lanneau, éd. Pulcinoelefante, 2005
- Ile de papier, avec des œuvres de Leonardo Rosa. 2000
- Pour en découdre avec la mémoire, images de Sophie Menuet, éd. Musée de l'Emperi, 2005
- Quand les volets, dessin de Frédérique Nalbandian, édition Isabel des Ligneris, 2015
- Motus, coutures de Florence Guillemot, 2019
- Grand vol, éd. de la canopée, peintures de Thierry Le Saëc, 2020

## Catalogues d'expositions, expositions et commissariats
Martin Caminiti in catalogue Ciac Carros, Jaqueline Gainon, Michel Houssin, Frédérique Nalbandian, Luc Boniface, Patrick Lanneau in catalogues Galerie de la Marine, Nice, Patrick Lanneau in monographie Ramsay éd.Paris 1993, Benjamin Lévesque in Area éd.Paris, Christine Jean in Area éditions, Eleonore Bak, carte postale sonore CD éd. Esch-sur Azette, Luxembourg, Claudie Guyennon-Duchêne, Espace Saint-Cyprien, Toulouse), Sophie Menuet (Villa Tamaris et tiré à part revue Alliages 2012), Frédérique Nalbandian et Patrick Lanneau, (CIAC Carros 2012), Sophie Menuet in Il n'y a guèr(r)e plus de cent ans, Villes de Brignoles 2014, Les savonnières, éditions Plaines Page 2017, Frédérique Nalbandian, Pavillon de Vendôme 2020, Chiara Mulas (in Espace contraint/Sujet libre - Une image/un son, Mazeto Square, Paris 2020 © PAHLM -Pratiques Artistiques Hors Les Murs, Cazères 2020), Eric Bourret, (in Ecrits d'auteurs1997-2021 Artgo&Cie), Albert Chubac (in Une vie d'artiste, éditions South Art) 2022 Denis (catalogue Immersion, un trait de rive, Chapelle de la Providence, Nice, 2023), monographie Dominique Thévenin, éditions Southart, 2025, Sofi Urbani, Le Quotidien de l'art, 2025. 
Ses textes font partie des expositions :
- Se souvenir de la mer, Une page du château d'O, Château d'Avignon, édition Conseil général des Bouches-du-Rhône, 2012
- Cabinet atomique, Maison abandonnée (Villa Cameline), Nice, 2018.
- A deux pas des chiens, dans les photographies de Anne Favret & Patrick Manez, galerie Sintitulo, Mougins, 2019
- Délits à L'oreille. Poésie et arts plastiques, Hôtel Windsor avec Eleonore Bak, Alain Freixe, Leonardo Rosa, Katy Remy, Nice, 2004. Commissariat.
- Des poètes et des artistes disent..., duos d'artistes et de poètes, BMVR Louis Nucéra et Théâtre de la photographie et de l'image, Action culturelle de la Ville de Nice, de 2006 à 2008. Commissariat.
- Sur la piste des éléments, CIAC Carros, Patrick Lanneau, Frédérique Nalbandian, 2012. Commissariat.
- L'Eternité si possible, projet franco-canadien avec Tom Barbagli, Chloé Beaulac, Martin Bureau, Mathieu Latulippe, Aurélien Mauplot, Pierre & Marie, Églé Vismante. Villa Caméline / Maison Abandonnée (Nice) et Salle Alfred-Pellan, Maison des Arts (Laval, Canada), 2024, textes poétiques et vidéo Va et Viens !.

## Œuvres collectives
- Être femmes, anthologie (poèmes de femmes Québec-France) éd. Le Temps des Cerises, 1999
- 111 rumeurs de villes, éd. Certu, Lyon, 2005
- Par ce Passage Infranchi, co Incidences, DVD, (performance poésie au Frioul) 2007
- Oléron, Vincent Leray, Œuvres Vives, 2008.
- Triages anthologie, éditions Tarabuste, 2010
- Enfances, regards de poètes, coédition Printemps des Poètes/Bruno Doucey, anthologie établie par Bruno Doucey et Christian Poslaniec, 2012